# کامیانکا-بوزکا
کامیانکا-بوزکا (به روسی: Кам'янка-Бузька) شهری در استان لویو در کشور اوکراین است. جمعیت این شهر ۱۰,۵۴۴ نفر (۲۰۲۱ تخمینی)است.